# Eckertsbach (Murr)
Der Eckertsbach ist ein Bach überwiegend im Stadtgebiet von Backnang im baden-württembergischen Rems-Murr-Kreis, der nach einem gut 6 km langen Lauf nach Süden gegenüber der Altstadt von Backnang von rechts in die mittlere Murr mündet.

## Geographie

### Verlauf
Der Eckertsbach entsteht im Nordosten des Backnanger Beckens am Übergang zu den Löwensteiner Berge, die in einem Zipfel im Bereich der Pfaffenklinge auf das Backnanger Dorf Strümpfelbach hin auslaufen. In diesem Waldgebiet laufen kurz nacheinander aus steilen Seitenklingen einige sämtlich unter 0,4 km lange Kleinbäche zusammen, deren Quellen auf Höhen um 350 m ü. NHN entspringen. Die des mündungsfernsten, der gewöhnlich Abfluss hat, liegt etwas östlich der Forststraße Strümpfelbacher Weg. Der zunächst östlich an der Backnanger Stadtgrenze zum hier nördlich angrenzenden Gebiet der Gemeinde Oppenweiler entlang fließende Quellbach wendet sich bald auf Südlauf ins Innere des Stadtgebietes und nimmt die anderen Quellbäche auf.
Danach erreicht der Eckertsbach den kleinen Vorsee der drei gleich folgenden Waldseen westlich unter dem Eulenberg-Sporn (385,8 m ü. NHN). Diese vier vom an ihrem Westrand vorbeifließenden Eckertsbach gespeisten und entwässerten, angestauten Heppseen mit zusammen etwa 1,8 ha Größe liegen selbst auf Höhen von etwa 320–300 m ü. NHN. Nach dem letzten setzt am linken unteren Talhang eine Wiesenflur ein, in die sich Obstbaumwiesen einmischen.
Bald setzt auch am rechten Ufer der geschlossene Wald aus. Noch einen Viertelskilometer weiter durchläuft der Bach kurz den eingefriedeten Park Ottenseehau um das Schloss Katharinenhof, worin er einen Kleinteich von unter 0,1 ha passiert. Nach dem Parkende läuft gleich von Westnordwesten ein etwa 0,4 km langer offener Graben mit einem Teileinzugsgebiet von etwa 0,3 km² zu, der unscheinbar vor dem Trinkhau im Gewann Tobelt beginnt; es ist der einzige nennenswerte offene Zulauf unterhalb der Quelläste. 
Hierauf zieht er über einen halben Kilometer lang fast frei von Bäumen und Büschen am Ufer in mäanderlosem Lauf auf das Dorf Strümpfelbach zu und zieht dann am Weichbildrand von dessen altem Siedlungsteil entlang bis zur Bundesstraße 14 von Sulzbach an der Murr nach Backnang, unter der er am Abzweig der Kreisstraße K 1904, im Ort Ludwigsburger Straße genannt, unter der B 14 hindurch auf ihre Ostseite wechselt. Der Straße folgt er weiterhin nahe südwärts, das linke Ufer tangiert dabei kurz vor den ersten Häusern der geschlossenen Bebauung Backnangs die Waldinsel Seehau. 
Am Anfang dieses Gewerbegebietes in den Lerchenäckern geht von der sich nach Südwesten abwendenden Bundesstraße die lange Sulzbacher Straße zur Stadtmitte hin südlich ab, dieser folgt der Bach hinter der einen Häuserzeile an der Ostseite. Schon nach weniger als zehn Gebäuden verschwindet der Eckertsbach dann in einer Verdolung, in der er die über 2 km Restlauf bis zur Mündung in der sich erst langsam, dann stärker eintiefenden Talmulde fließt. Auf den letzten drei Viertelskilometern schlägt das hier fast klingenartig eingeschnittene, bebaute Tal sogar einen nach links ausholenden Bogen. 
Der Eckertsbach mündet schließlich nach 6,2 km langem Weg in Backnang unter der Brücke der Sulzbacher Straße zur Altstadt hinüber auf etwa 242 m ü. NHN und damit nicht ganz 110 Meter unterhalb seines Ursprungs von rechts in die mittlere Murr. Er hat ein mittleres Sohlgefälle von etwa 17 ‰. 

### Einzugsgebiet
Der Eckertsbach entwässert ein etwa 6,3 km² großes Gebiet zur Murr, das sich etwa 5,5 km weit vom Höhenwald Forst nordöstlich von Rietenau südwärts bis zur Mündung erstreckt. Quer dazu ist es an der breitesten Stelle im Ortsbereich des nördlichen Backnang fast 2 km breit. Der mit etwa 416 m ü. NHN höchste Punkt liegt an der Nordspitze im Forst über einer meist trockenen nördlichen Quellbachklinge; beidseits der gesamten Pfaffenklinge liegen links und rechts noch ein par Waldgipfel über 370 m ü. NHN, abwärts vom Waldaustritt bleiben die Randhöhen dann durchweg unter 320 m ü. NHN.
Naturräumlich zerfällt das Gebiet in zwei Teile. Der Norden, etwa bis dort, wo der geschlossene Wald aussetzt, ist Teil der südlichsten Löwensteiner Berge, einem Unterraum der Schwäbisch-Fränkischen Waldberge. Abwärts davon beginnt die Backnanger Bucht, ein Teilraum des Neckarbeckens. Dort dominieren in der offenen Flur die Felder vor den Wiesen, auch gibt es größere Flächen mit Hochstamm- oder Spalierobstwiesen. Der Siedlungsanteil mit Strümpfelbach und vor allem einem Sektor der geschlossenen Siedlungsfläche des zentralen Backnang ist ebenfalls beträchtlich.
Hinter der östlichen Wasserscheide entwässert nacheinander von der Nordspitze des Einzugsgebiets an bis zum Eulenberg-Sporn der Rohrbach oberhalb des Eckertsbachs zur Murr, danach in ihrem längeren und flacheren Abschnitt diese selbst bzw. ihre kleineren rechten Zuflüsse Froschbach, Dinkelbach und Kreuzhausbach die Landschaft. An der Westseite des Einzugsgebiets konkurrieren im bergigeren Nordteil der Forstbach über den Klöpferbach zur abwärtigen Murr, danach auf dem größten Abschnitt der Krähenbach.
Das nördliche Einzugsgebiet bis etwa herab zur Straße Großaspach–Strümpfelbach gehört zum Naturpark Schwäbisch-Fränkischer Wald.

### Ortschaften
Politisch gehört fast das ganze Gebiet zur Stadt Backnang und davon wieder der überwiegende Teil zur Gemarkung des Stadtteils Strümpfelbach; an seiner Westseite gibt es einen Randschnipsel, der auf dem Gebiet der Nachbargemeinde Aspach liegt, ganz im Norden rechnet einer im Wald zur Gemeinde Oppenweiler. Die einzigen Siedlungsplätze darin gehören alle zu Backnang: Das Schloss Katharinenhof und die Siedlung Staigacker auf der östlichen Wasserscheide nur zum Teil, Strümpfelbach beidseits des Mittellaufs ganz, den Weiler Seehof östlich gegenüber dem beginnenden Backnang auf dem linken Hang und schließlich mit dem größten Teil des Siedlungsflächenanteils ein Keil der Stadt Backnang selbst, wo der Bach im Nahbereich der Sulzbacher Straße schon bald unterirdisch verdolt verläuft.  

## Geologie
Die höchste geologische Schicht im Einzugsgebiet ist der Kieselsandstein (Hassberge-Formation) der südlichen Löwensteiner Berge, der seine nördliche Spitze bedeckt und sich südwärts bis auf den Sporn des Eulenbergs und des im Westen jenseits der Seen in der Pfaffenklinge gegenüberliegenden Bergsporns im Gewann Berghau hinabzieht. Am Klingenhang streichen darunter die Unteren Bunten Mergeln (Steigerwald-Formation) und der Schilfsandstein (Stuttgart-Formation) aus. Weiter im Süden liegt auf den südwärts auslaufenden Hügeln auf beiden Seiten der hier nicht sehr tiefen Talmulde Gipskeuper (Grabfeld-Formation) bis hinunter zur Siedlungslücke zwischen Strümpfelbach und dem Nordrand des zentralen Backnangs, auf der linken, östlichen Talseite breiter als auf der rechten. Darunter liegt, in der Talmulde schon nach den Seen am Ende der Pfaffenklinge, auf den Hügeln Lössderivat aus quartärer Ablagerung, rechts breiter bei schmaleren Gipskeuper-Streifen, wohl weil der Löss hier im Lee der dominanten Windrichtung aus dem Westen sedimentiert wurde. Der Oberer Muschelkalk setzt oberflächlich erst etwa dort in der steileren Talmulde ein, wo die Bebauung Backnangs auch auf den linken Hang steigt. In dieser Schicht schlägt das Bachtal auch zuletzt seinen einzigen halben Mäander, danach mündet der Bach auch im Oberen Muschelkalk.
Durchs obere Einzugsgebiet zieht von Westsüdwest nach Ostnordost im Bereich der Pfaffenklinge die weitreichende Senkungsstruktur der Neckar-Jagst-Furche mit teils nachgewiesenen, teils nur vermuteten Störungslinien. Auch weiter südlich im Einzugsgebiet werden spitzwinklig zu dieser Richtung ausgerichtete, kürzere Störungen vermutet.
Nahe dem Strümpfelbacher Weg in Backnang liegt in einer Höhe von etwa 290 m ü. NHN und damit etwa 30 Höhenmeter rechts über dem heutigen Talgrund eine großenteils verbaute Felswand aus Bankkalken des Oberen Muschelkalks, es ist wohl ein ehemaliger Prallhang des inzwischen tiefer laufenden Eckertsbachs; dies zeigt, dass das Lössderivat den erst auf dem Talgrund ausstreichenden Oberen Muschelkalk schon in höherer Lage überdeckt.

### LUBW
Amtliche Online-Gewässerkarte mit passendem Ausschnitt und den hier benutzten Layern: Lauf und Einzugsgebiet des Eckertsbachs

Allgemeiner Einstieg ohne Voreinstellungen und Layer: Daten- und Kartendienst der Landesanstalt für Umwelt Baden-Württemberg (LUBW) (Hinweise)
1. 1 2 3 4 5  Höhe nach dem Höhenlinienbild auf dem Hintergrundlayer Topographische Karte.
2. ↑  Länge nach dem Layer Gewässernetz (AWGN).
3. ↑  Einzugsgebiet nach dem Layer Basiseinzugsgebiet (AWGN).
4. 1 2  Einzugsgebiet abgemessen auf dem Hintergrundlayer Topographische Karte.
5. 1 2  Höhe nach schwarzer Beschriftung auf dem Hintergrundlayer Topographische Karte.
6. 1 2  Seefläche nach dem Layer Stehende Gewässer.
7. ↑  Länge abgemessen auf dem Hintergrundlayer Topographische Karte.
8. ↑  Schutzgebiete nach den einschlägigen Layern, Natur teilweise nach dem Layer Biotop.

### Andere Belege
1. ↑  Name der Heppseen nach dem Layer ATKIS Digitale Topographische Karte 1:10.000 auf: Geoportal Baden-Württemberg (Hinweise)
2. ↑  Hansjörg Dongus: Geographische Landesaufnahme: Die naturräumlichen Einheiten auf Blatt 171 Göppingen. Bundesanstalt für Landeskunde, Bad Godesberg 1961. → Online-Karte (PDF; 4,3 MB)
3. ↑  Geologie nach der unter → Literatur aufgeführten geologischen Karte. Einen gröberen Überblick verschafft auch: Mapserver des Landesamtes für Geologie, Rohstoffe und Bergbau (LGRB) (Hinweise)
4. ↑  Geotopbeschreibung der Felswand nahe dem Strümpfelbacher Weg auf der Website des Landesamtes für Geologie, Rohstoffe und Bergbau (LGRB)